# Haardter Friedhof
Der Haardter Friedhof liegt in steiler Hanglage am Haardter Berg im Siegener Stadtteil Weidenau. Wegen der Steigung ist er entlang der Höhenlinie angelegt. Die Anfahrt erfolgt idealerweise über den Waldenburger Weg.
In der Mitte des Friedhofs befindet sich ein Gräberfeld mit Kriegsopfern.
Der Ortsteil Weidenau ist durch frühe metallverarbeitende Industrie geprägt. Im Eingangsportal des Friedhofes sind die beiden Tragsäulen eines Hochofens der Rolandshütte aus dem Jahre 1867 verbaut worden.

Tragsäulenpaar eines Hochofens
Grabfeld, Opfer des Ersten Weltkriegs
Übersicht

Koordinaten: 50° 54′ 18,1″ N, 8° 1′ 37″ O